# Cantharellus tubaeformis
Il finferlo (Cantharellus tubaeformis (Pers. ) Fr., 1821) è un fungo della famiglia Cantharellaceae, strettamente affine al Cantharellus lutescens.

## Descrizione

### Corpo fruttifero
Ha un gambo cavo alla fine, con la cavità che  a volte si apre al centro del cappello. Le lamelle (pseudo lamelle, caratteristica dei Cantharellus) sono grossolane, in parte biforcate. Il cappello ricorda la forma di un imbuto
Il cappello misura 2–6 cm, bruno-grigio o bruno-ruggine, fibrilloso o peloso, più o meno lobato e increspato al margine. Le lamelle prima sono giallo pallide, poi biancastre; il gambo è assottigliato in basso, un po' costoluto, giallo, a volte diventa grigio o bruno a cominciare dall'alto.

### Spore
La polvere sporale è color crema.

## Habitat
È una specie caratteristica dei boschi di conifere e dei boschi montani di latifoglie, in cui cresce sul suolo muscoso e acido.

## Distribuzione geografica
Si tratta di un fungo diffuso in Europa centro-settentrionale, Alpi, Appennino centro-settentrionale, America settentrionale e Scandinavia.

## Commestibilità
Ottimo commestibile e molto gustoso. Comunemente essiccato nelle regioni scandinave per conservarlo durante l'inverno. Ottimo per sughi e zuppe. Comunemente utilizzato nella cucina scandinava come contorno alla carne.

## Specie simili
- Cantharellus lutescens.